# Jennifer Sky
Jennifer Sky (ur. 13 października 1976 w Jensen Beach w stanie Floryda, USA, jako Jennifer Kathleen Wacha) – amerykańska aktorka, znana z ról Amarice w serialu fantasy Xena: Wojownicza księżniczka oraz Kleopatry w serialu sci-fi Cleopatra 2525.
24 lipca 2004 roku poślubiła Aleksa Banda, frontmana grupy rockowej The Calling. Obecnie jest rozwódką.